# سه کوزان

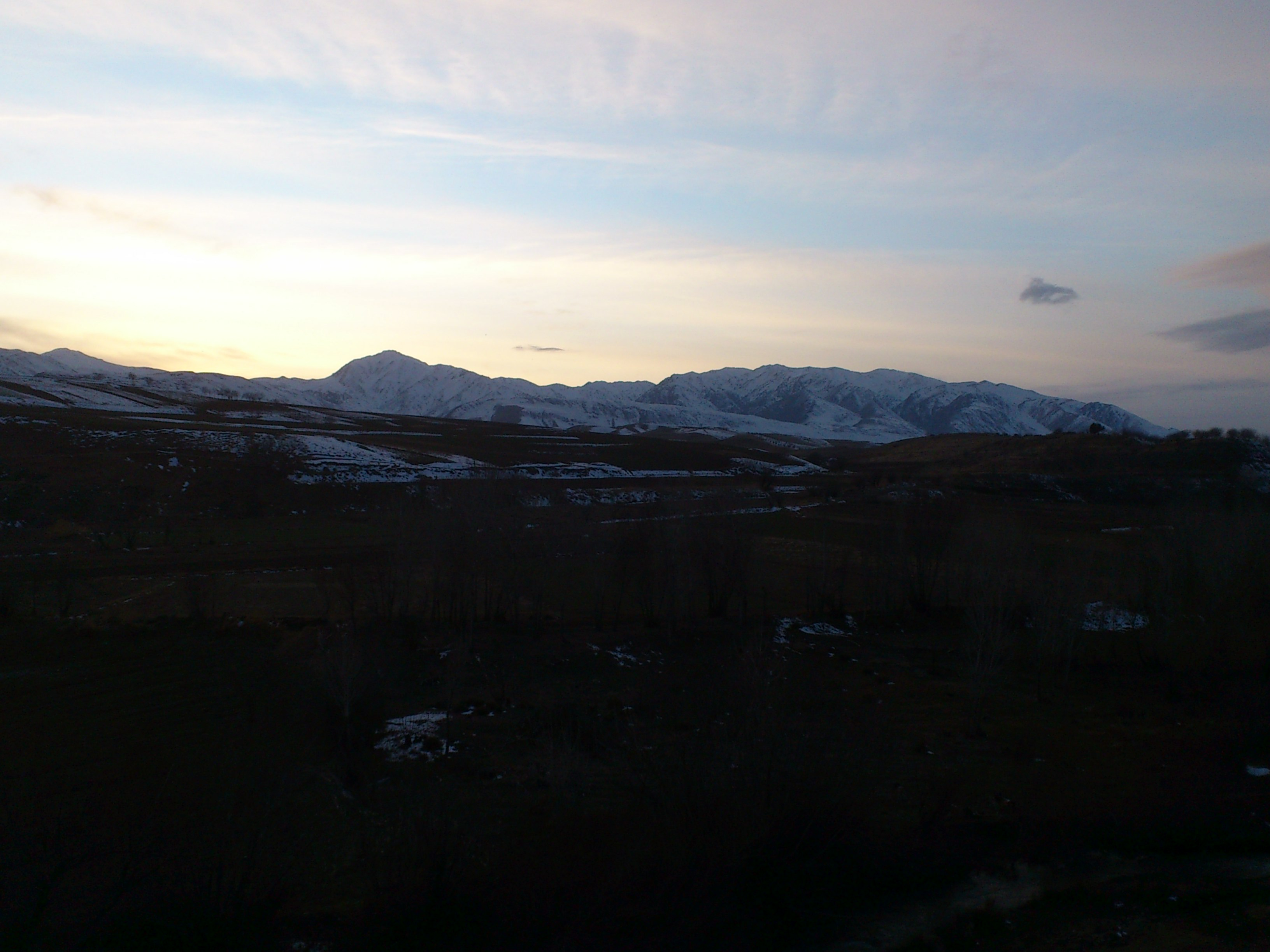

سه کوزان (sekuzan) و نیز سه گِر نام قله و کوهی از سلسه کوههای زاگرس در شهرستان بروجرد است. این کوه منفرد در شمال غربی شهر بروجرد قرار گرفته‌است و 3428 متر ارتفاع دارد . سه کوزان از شمال به ادامه کوه‌های گرین و از جنوب و جنوب غرب به کوه میش پرور ، دشت تخت سفره و قله ولاش محدود می‌شود. راه صعود به این کوه از روستای ونایی است. سه کوزان به همراه کوههای مجاور به پهنه زاگرس مرتفع تعلق دارند .
سه کوزان کوهی کشیده و مخروطی شکل است و علت نام گذاری آن به این دلیل است که دارای سه کوهان یا قوز است. این کوه دارای چشمه‌های متعددی است که چشمه توتیا از بقیه مشهورتر است. تخت سفره در دامنه آن قرار دارد و قله‌های مجاور آن عبارتند از: برف هل (ویر هُی)، برنجه، ولاش، هیگره و چغا غار.

## جستارهای ویژه
- فهرست کوه‌های ایران